# Sant Andreu de Ruïtlles
Sant Andreu era l'antiga església parroquial, avui tancada al culte, del poble de Ruïtlles, esdevingut en l'actualitat un veïnat de Mieres. Està protegida com a bé cultural d'interès local.
És una construcció d'una sola nau, coberta amb volta de canó i molt modificada en el transcurs del temps. L'absis és semicircular, amb una finestra espitllerada a la part central, cegada des de l'interior de l'edifici, situat a la banda de llevant. A migdia hi ha la sagristia afegida al mur. La porta d'entrada allindanada amb l'any 1798 a ponent. Al damunt s'hi obre un ull de bou i assentat sobre l'extrem sud-oest es troba el campanar d'estructura octogonal i acabat en cúpula, d'època moderna i fet amb rajols. El forrellat conservat a la porta de l'església és d'època romànica. Cal destacar el seu ornament amb motius geomètrics, que el diferencien dels seus coetanis, ja que no està acabat amb un cap de drac.
L'indret va ser colonitzat pels monjos benedictins de Sant Esteve de Banyoles a favor dels quals signà el papa Benet VIII, l'any 1017, la butlla confirmatòria de possessions on se cita el temple de "Sancti Andree de Rovilias". De l'acabament del mateix segles XI és al citació "Sancti Andree de Riutulis" denominació que es va convertir en "Ramilis" al segle xii i en "Rovilis" a la catorzena centúria.
Sant Andreu apòstol va ser molt invocat a la contrada per a demanar la pluja en temps de sequedat, tal com indiquen els Goigs que té dedicats a Ruïtlles: "Gran ditxa es de Mieras, y de Ruillas lo Veynàt, perque en totas las miserias, gosa tan gran Advocát; majorment en Sequedát, logra Pluja com se veu".